# Скайлер (округ, Миссури)
Округ Ска́йлер (англ. Schuyler County) — округ штата Миссури в США. Административный центр округа — город Ланкастер.

## История
Округ Скайлер образован 14 февраля 1845 года. Назван в честь депутата в Континентальный конгресс, сенатора из Нью-Йорка генерала Филипа Скайлера.

## География
Расположен в северной части штата Миссури. Общая площадь территории округа —  797,7 км². В окружном центре Ланкастер средняя температура июля составляет 24 °С со средним максимумом 30 °С, средняя температура января — −7 °С со средним минимумом −12 °С.

### Прилегающие территории
- Округ Патнам (штат Миссури) – на западе;
- Округ Аппанус (штат Айова) – на северо-западе;
- Округ Дейвис (штат Айова) – на северо-востоке;
- Округ Скотленд (штат Миссури) – на востоке;
- Округ Адэр (штат Миссури) – на юге.

## Демография
По данным Бюро переписи населения США население округа составляло:
- по переписи 2010 года — 4431 человек;
- по переписи 2000 года — 4170 человек.